# Bulacán
Bulacán (también conocido entre los bulaqueños como Viejo Bulacán) es un municipio de la provincia de Bulacán en Filipinas. Según el censo de 2000, tiene 62.903 habitantes. Ha sido la capital de la provincia de su fundación en los fines del siglo XVI hasta la revolución de 1896, cuando se trasladó la capital de la provincia y del país a Malolos.

## Barangayes
Bulacán se subdivide administrativamente en 14 barangayes.
- Bagumbayan
- Balubad
- Bambang
- Matungao
- Maysantol
- Pérez
- Pitpitan
- San Francisco
- San José
- San Nicolás
- Santa Ana
- Santa Inés
- Taliptip
- Tibig

## Personajes ilustres
- Virgilio Almario